# Energomontaż-Północ Gdynia
Energomontaż-Północ Gdynia - przedsiębiorstwo produkujące konstrukcje stalowe dla sektora offshore, energetyki, przemysłu chemicznego i petrochemicznego, okrętowego oraz wydobywczego. Spółka zajmuje się także przebudowami jednostek pływających przeznaczonych do obsługi morskich farm wiatrowych oraz pól wydobywczych. Przedsiębiorstwo jest częścią Grupy Baltic.

## Lokalizacja
Energomontaż-Północ Gdynia prowadzi działalność w dwóch lokalizacjach - posiada zakład w rejonie Portu Gdynia przy ulicy Czechosłowackiej oraz przy ulicy Handlowej.

## Historia
Energomontaż-Północ Gdynia powstał w 1953 r. pod nazwą Przedsiębiorstwo Montażu Elektrowni i Urządzeń Przemysłowych Energomontaż Północ. Na początku działalności firma zajmowała się montażem mechanicznym nowo budowanych obiektów energetyki przemysłowej i komunalnej, a także remontami istniejących elektrociepłowni oraz wykonawstwem i montażem konstrukcji stalowych, zbiorników i rurociągów. Na rynku offshore firma działa od 2001 r.
W 2023 roku wpłynął wniosek o upadłość przedsiębiorstwa, a 26 października 2023 roku oficjalnie rozpoczęła się procedura restrukturalizacji.  W 2024 roku Grupa Baltic podała informację o braku zamówień spoza grupy do spółki.

## Infrastruktura
Gdynia, ul. Czechosłowacka:
- Łączna powierzchnia: 25 896m2
- 352 m długości nabrzeża, 9 m głębokości.
- Suchy dok o wymiarach: 240 x 40 x 8 m.
- Prawo do używania basenu portowego.
- Suwnica o udźwigu do 500 ton, oraz 41 m wysokości do haka
- Dźwigi nabrzeżne o udźwigu od 20 do 80 ton.
- Maksymalne obciążenia placu montażowego 50 ton/m2.
- Możliwość scalania modułów i konstrukcji o masie do 4.000 ton.

Centrum Obróbki Mechanicznej:
- Dwie suwnice o udźwigu 63 ton (łącznie 126 ton),
- Obrabiarka Karuzelowa
- Frezarko-wytaczarka
- Zwijarki do blach o grubości do 150 mm
- Wysoko wydajne słupowysiegniki spawalnicze z obrotnikami do spawania obwodowego i wzdłużnego

Gdynia, ul. Handlowa:
- 4 hale do montażu konstrukcji stalowych
- hale do cięcia blach i wstępnej prefabrykacji
- komory malarskie,
- komora z systemem antykorozyjnym
- magazyny i place do składowania elementów stalowych

## Najciekawsze zadania
- Prefabrykacja i montaż sekcji i w pełni wyposażonych modułów dla platform H6e Drilling Rigs Alfa & Beta (obecnie Aker Spitsbergen oraz Aker Barents)
- Prefabrykacja i montaż w pełni wyposażonych sekcji – projekt GJOA Semi Platform
- Prefabrykacja, montaż i testowanie modułów schładzania i kompresji gazu dla FPSO Sevan Voyageur.
- Prefabrykacja, montaż i testowanie modułu oraz mostu dla kompleksu ELDFISK 2/7S dla  Conoco Phillips
- Prefabrykacja i montaż bramownicy rufowej na jednostce AHTS Skandi Skansen
- Prefabrykacja 15 w pełni wyposażonych estakad dla rafinerii Ormen Lange
- Prefabrykacja stalowej obudowy reaktora elektrowni atomowej w Olkiluoto